# Ahmose Ametu
| O29 · D38 | V13 | G43 | N12 · F31 · S29 |

| O29 · D38 | V13 | G43 | N12 · F31 · S29 |

Ahmose Ametu (ˁmṯw iˁh mss) fue un chaty durante la decimoctava dinastía, con la reina Hatshepsut. No se sabe si ocupó el cargo antes, después o al mismo tiempo que Hapuseneb, Sumo sacerdote de Amón y chaty de la reina, ya que en el Imperio Nuevo el cargo se dividió en dos, para el Alto y Bajo Egipto. 
En el año 5, antes de la auto-coronación de Hatshepsut, el hijo de Ametyu, Useramon o User, fue nombrado chaty por el joven Tutmosis III, aunque su tía seguía siendo la regente. Esto induce a confusión, haciendo imposible establecer de forma exacta el orden de los titulares del cargo, otra de las dificultades de los reinados conjuntos. 
Ahmose Ametyu, casado con Ta-Ametyu, era miembro de una familia de dignatarios del Bajo Egipto, y antes que chaty había sido gobernador de Tebas y sacerdote de Maat. Fue el fundador de una auténtica dinastía de chatys, ya que su hijos Useramon y Neferuben y su nieto Rejmira lo fueron con Tutmosis III. 

## Tumba
Su tumba es la TT83 de la necrópolis tebana situada en el Valle de los Nobles (Abd el-Qurna).
Se trata de una mastaba porticada. En la entrada hay restos de relieves con sus títulos, y el espacio interior está decorado con pinturas sobre los ritos de momificación y referencias a su cargo de chaty y a su hijo Useramón.